# Sęp łysy

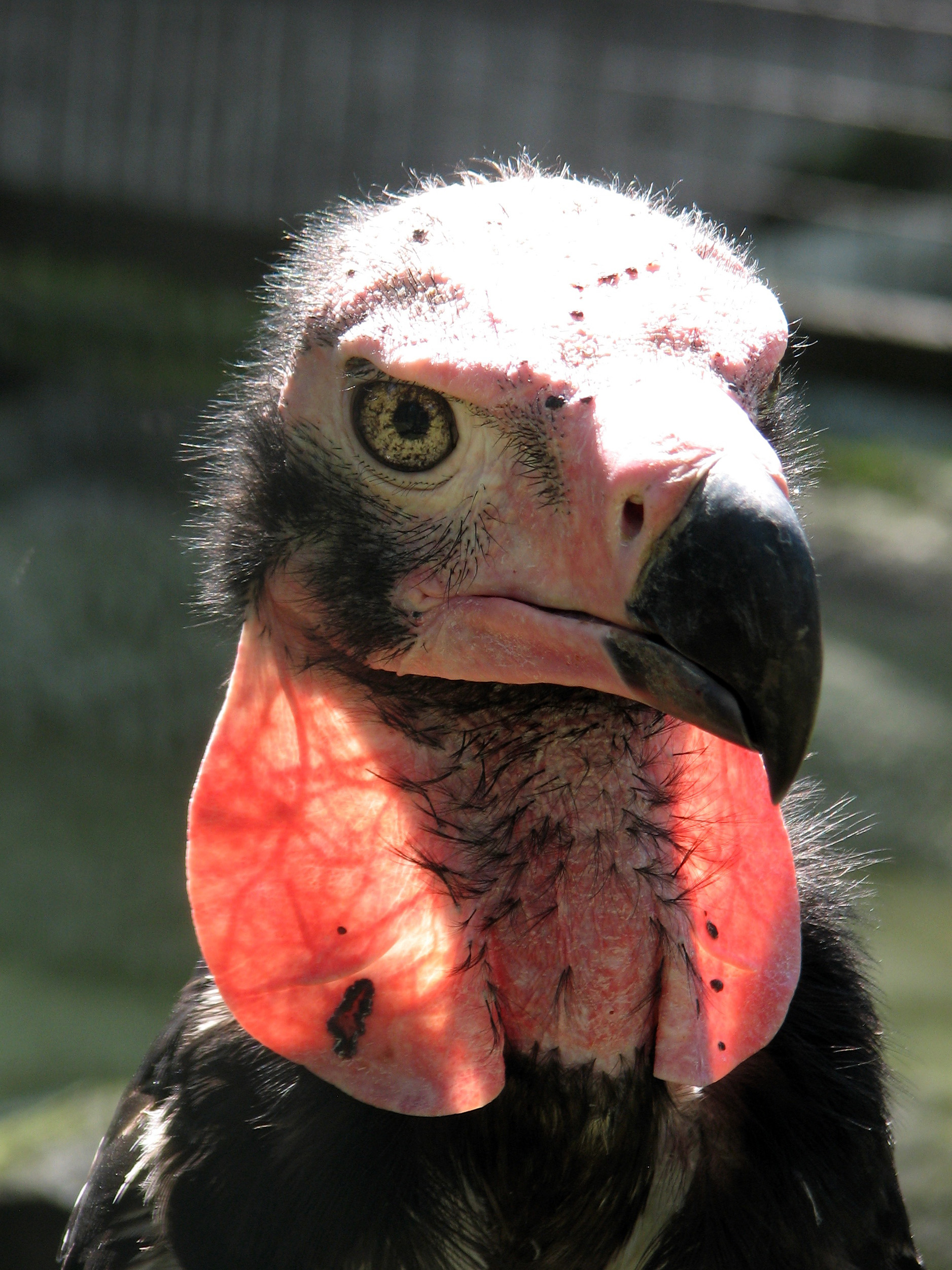
Zbliżenie na głowę; zoo w Berlinie

Sęp łysy (Sarcogyps calvus) – gatunek dużego ptaka padlinożernego z rodziny jastrzębiowatych (Accipitridae), jedyny przedstawiciel monotypowego rodzaju Sarcogyps. Krytycznie zagrożony wyginięciem.

## Taksonomia
Po raz pierwszy gatunek opisał Scopoli w 1786. Przydzielił mu nazwę Vultur calvus; obecnie (2020) uznawana przez Międzynarodowy Komitet Ornitologiczny (IOC) nazwa to Sarcogyps calvus. Sęp łysy jest umieszczany m.in. przez IOC i autorów The Howard and Moore Complete Checklist of the Birds of the World w monotypowym rodzaju Sarcogyps, sam również jest gatunkiem monotypowym. Niektórzy autorzy zamiast w monotypowym rodzaju umieszczają sępa łysego w Aegypius lub Torgos.

### Etymologia
- Sarcogyps: gr. σαρξ sarx, σαρκος sarkos „mięso”; γυψ gups, γυπος gupos „sęp”[12].
- Hemigyps: gr. ἡμι- hēmi- „pół-, mały”, od ἡμισυς hēmisus „połowa”; γυψ gups, γυπος gupos „sęp”[13].
- calvus: łac. calvus „łysy”[14].
- ponticerianus: Pondichéry lub Pondicherry, Indie Francuskie (obecnie Puducherry, Tamilnadu)[15].

## Morfologia
Długość ciała wynosi 76–86 cm, rozpiętość skrzydeł – 199–229 cm, masa ciała 3600–5400 g. Przybliżona długość dzioba to 6,4 cm, ogona – 25,5–28 cm, skrzydła – 62 cm (oryginalne wymiary w calach, za G.R. Grayem, 1888). Większość upierzenia jest czarna i połyskliwa. W niższej części grzbietu i na kuprze pióra stają się bardziej brązowe, część barkówek również ma brązowy odcień. W czarnych lotkach I rzędu stosiny mają barwę białą; same lotki ku końcowi brązowieją. Brązowobiałe lotki II rzędu na końcach czernieją. Sterówki są ogółem czarne, a ich stosiny brązowe. Na piersi można dostrzec białą plamę, po jednej plamie znajduje się także nad nogawicami. Poza tym pióra na spodzie ciała cechuje głęboki odcień czerni. Dziób czarny, nogi matowoczerwone, tęczówka czerwonawobrązowa.

## Zasięg występowania
Dawniej (np. G. R. Gray, 1888) sęp łysy zamieszkiwał cały subkontynent indyjski. W dzisiejszych czasach w większości zasięgu wymarł lub jest rzadki. Obecnie można go spotkać w części dawnego zasięgu, w niektórych państwach już wcale. W Pakistanie sęp łysy pojawia się okazyjnie, był tam widziany w 2002, wcześniej w 1980. W Indiach populacja zaczęła niezwykle gwałtownie zmniejszać się w okolicach 1999, a w 2003 jej liczebność wynosiła już zaledwie 9% niegdysiejszej (we wczesnych latach 90. XX wieku) liczebności (patrz: Status i zagrożenia). S. calvus wyginął na przykład w północno-wschodnich stanach Indii; nadal pospolity jest m.in. na stokach Himalajów w zachodniej części kraju. Był obserwowany także w Ghatach Zachodnich w latach 2006–2010. W Bangladeszu rzadki, pojawia się w północno-wschodniej części kraju. Występuje również w Bhutanie i Mjanmie, jednak obecne doniesienia z tego kraju pochodzą głównie z Góry Wiktorii. Występował w Chinach, brak jednak obserwacji od końca lat 60. XX wieku. W Tajlandii niemal wymarł; w Laosie wymarł, pojawiają się tam jedynie zabłąkane osobniki z Kambodży, podobnie jak w Wietnamie. W Kambodży obecny zasięg gatunku jest ograniczony do wschodnich i północnych równin. W kontynentalnej części Malezji – niegdyś lokalnie pospolity na północny kraju – obecnie wymarł. Nieobecny także i w Singapurze.

## Ekologia
Sęp łysy zamieszkuje różnorodne środowiska – otwarte równiny, półpustynie, obszary rolnicze, sawannę, zadrzewione wzgórza i suche lasy z drzewami zrzucającymi liście. Pożywienie stanowią głównie truchła zwierząt – dużych kopytnych, ptaków, żółwi i ryb, niekiedy zabiera pokarm innym ptakom, jak ścierwnik (Neophron percnopterus; patrz: kleptopasożytnictwo).

### Lęgi
Okres lęgowy trwa od grudnia do sierpnia, większość ptaków niesie się w lutym i marcu. Zarówno samiec, jak i samica angażują się w akrobatyczne zaloty, m.in. wykonują w powietrzu „młynek” (cartwheel) lub gwałtownie wznoszą się w górę. W przeciwieństwie do innych dużych sępów sępy łyse gniazdują samotnie. Gniazda znajdują się na wysokich drzewach. Są to platformy z gałęzi, mają średnicę około 0,75 do 1,2 m. Wewnątrz wyścieła je sucha trawa i liście. W zniesieniu znajduje się jedno jajo. Mierzy blisko 8,1–8,9 cm na 6,2–7,1 cm. Skorupka ma kolor białozielony, niekiedy występują fioletowe plamki. Wysiadują je i samiec, i samica; pisklę kluje się po blisko 45 dniach.

## Status i zagrożenia
IUCN uznaje sępa łysego za gatunek krytycznie zagrożony (CR, Critically Endangered) od 2007 roku. Wcześniej, od 1994 roku uchodził za gatunek bliski zagrożenia (NT, Near Threatened), a od 1988 roku – za gatunek najmniejszej troski (LC, Least Concern). Do gwałtownego załamania się populacji przyczyniło się kilka czynników – brak dzikich kopytnych, rozwój rolnictwa, zmiana metod składowania odpadów, odławianie ptaków i choroby. Spadek liczebności na początku XXI w. wywołał najprawdopodobniej diklofenak, którego używano do leczenia bydła, a jest wysoce toksyczny dla sępów. Ptaki po zjedzeniu padliny zwierzęcia, któremu podawano ten lek, ginęły wskutek niewydolności nerek i zatrucia kwasem moczowym odkładanym w narządach wewnętrznych (ang. visceral gout). Według niedawnych (wyniki opublikowane w 2014) badań po zakazaniu używania diklofenaku tempo spadku liczebności zmalało. Problem dotyczy szczególnie Indii, gdzie większość (zależnie od źródła, 90%, 91% i 93%) populacji wyginęła w latach 1999–2014. Diklofenak nie był jednak stosowany w Kambodży i Birmie. Przypuszczalnie w Mjanmie za spadek liczebności odpowiadało używanie trucizn do polowania na ryby i ptaki wodne w trapeang (są to głównie czworokątne niewielkie sztuczne zbiorniki wodne). BirdLife International wymienia 28 ostoi ptaków IBA, w których występuje sęp łysy.